# 42 (canção)
"42" é uma canção da banda de rock alternativo Coldplay. Foi escrito por todos os membros da banda para o seu quinto álbum de estúdio, Viva la Vida or Death and All His Friends. A canção não tem um refrão e é dividido em três partes. A primeira é um balada com piano e violinos, que se transforma em um solo de guitarra psicodélico para finalmente terminar com um multi instrumental de épico.
Uma versão ao vivo de "42" foi incluída no álbum ao vivo da banda, LeftRightLeftRightLeft.

## Escrita e composição
A razão pela qual o título da canção seja "42" ainda é um mistério, devido ao fato de que o título original para a faixa estava seria "Thought You Might be a Ghost", que é a derivação da letra da canção. O título "42" pode ter a ver com o fato de que havia 42 canções que foram registradas durante as sessões de gravação de X&Y ou pode ser uma referência à série de Douglas Adams The Hitchhiker's Guide to the Galaxy. Quando perguntado pela Q magazine se o título da canção tem algo relacionado com a série, Chris Martin disse, "É e não é." Originalmente a banda pretendia lançar esta canção como o primeiro single do álbum. Isso mostra o quanto eles estavam dispostos a se desviarem da sua fórmula original para as suas canções. "42" é uma canção diferente de toda a carreira da banda, uma vez que não tem um refrão e é dividida em três partes, começando com rodas de pianos, logo depois instrumentos de corda e depois constroem eventualmente um ápice com mais velocidade na música. Em uma entrevista sobre cada faixa, o guitarrista Jonny Buckland revelou: "Nós estamos tentando há cerca de dois anos gravar uma canção que não tenha um refrão e não tenha realmente nenhum verso... e '42' foi a única vez que fomos capazes de fazê-la com com sucesso."  O vocalista Chris Martin disse em entrevista à MTV que a faixa foi chamada de "42" porque era o seu "número favorito". Jonny Buckland utilizou um ajuste de guitarra Ostrich nesta canção, ajustando sua guitarra para F-F-F-f-f-f.
A canção tem 237 segundos de duração, e 2 x 3 x 7 é igual a 42.

## Desempenho nas paradas musicais
| Parada (2008)                             | Melhor posição |
| ----------------------------------------- | -------------- |
| Reino Unido (The Official Charts Company) | 123            |